# Spalona Przełęcz
Spalona Przełęcz (słow. Spálené sedlo) – położona na wysokości 2055 m n.p.m. płytka przełęcz w grani głównej słowackich Tatrach Zachodnich pomiędzy Pachołem (2167 m) a Spaloną Kopą (2083 m). Grań pomiędzy tymi szczytami ma kierunek północno-wschodni. Zbocza wschodnie spod przełęczy opadają do górnej części Doliny Spalonej (odgałęzienie Doliny Rohackiej), zaś bardzo strome zbocza zachodnie do dzikiego, wypełnionego skalnym rumowiskiem i zacienionego lodowcowego kotła Głęboki Worek, będącego najwyższym piętrem Doliny Jałowieckiej.
Rejon przełęczy jest skalisty. W ostrym odcinku grani od strony Pachoła znajduje się uskok, który ścieżka turystyczna omija depresją po zachodniej stronie.

## Szlaki turystyczne
– czerwony, biegnący główną granią z Banikowskiej Przełęczy przez Pachoła, Spaloną Przełęcz i Spaloną Kopę, dalej w kierunku Salatyńskiego Wierchu i Brestowej. Czas przejścia z Banikowskiej Przełęczy na Pośrednią Salatyńską Przełęcz: 2:15 h, z powrotem tyle samo.